# Jack Whitehall
Jack Peter Benedict Whitehall (Westminster, Londres, 7 de julho de 1988) é um comediante, apresentador de televisão e ator britânico. Ele é mais conhecido pelas suas apresentações de stand-up, pelo seu papel como JP na sitcom do Channel 4 Fresh Meat e como Alfie Wickers na sitcom Bad Education.

## Biografia
Jack Whitehall nasceu a 7 de julho de 1988 no Portland Hospital em Westminster, Londres. É o filho mais velho da atriz Hilary Amanda Jane Whitehall e do produtor de televisão Michael John Whitehall. O seu pai foi agente de atores como Judi Dench, Colin Firth e Richard Griffiths e escreveu o livro de memórias Shark-Infested Waters. Jack tem uma irmã, Molly Louisa (nascida em 1989) e um irmão, Barnaby William (nascido em 1992). Ele tem dois padrinhos: Nigel Havers e o falecido Richard Griffiths, ambos atores.
Jack frequentou a Tower House School em East Sheen, onde foi colega do ator Robert Pattinson. Jack brinca frequentemente com a situação, dizendo que guarda rancor por Pattinson ter ficado sempre com os melhores papéis nas peças de teatro da escola. Jack disse numa entrevista que fez uma audição para o papel de Harry Potter quando  a equipa de casting visitou a sua escola. Depois de terminar os estudos na Tower House, Jack ingressou na Dragon School em Oxford e depois no Marlborough College, um internato em Wiltshire.
Depois de terminar o ensino secundário, Jack tirou um ano de pausa, durante o qual decidiu que queria ser comediante. Ainda ingressou na Universidade de Manchester, onde estudou História da Arte durante dois semestres, mas acabou por desistir dos estudos.
Namorou com a atriz Gemma Chan durante seis anos, mas os dois terminaram a relação em 2017.

## Carreira
Jack Whitehall começou a sua carreira no Festival Fringe em Edimburgo, onde foi um dos finalistas da competição So You Think You're Funny em 2007. Nesse ano venceu e foi nomeado para vários prémios de comédia, incluindo o Amused Moose Laugh Off, o Laughing Horse e o Charlie Harthill Special Reserve.
No ano seguinte, estreou-se na televisão como apresentador do programa Big Brother's Big Mouth no canal E6. Ainda nesse ano participou pela primeira vez no programa 8 out of 10 Cats, onde viria a aparecer regularmente. Em 2009, participou pela primeira vez nos programas de comédia You Have Been Watching (apresentado por Charlie Brooker), Would I Lie to You?, Mock the Week e Never Mind the Buzzcocks, onde regressaria várias vezes nos anos seguintes.
Em 2009, Jack apresentou-se pela primeira vez a solo com um espetáculo de stand-up no Festival Fringe, o Nearly Rebelious e foi nomeado para os Edinburgh Comedy Awards.
Nos anos seguintes, continuou a participar em programas de comédia que o foram tornando cada vez mais conhecido no Reino Unido. Em 2010, estreou o programa A League of their Own, um programa de desporto com tons de comédia apresentado por James Corden, onde Jack participou regularmente até 2017.
Em 2011, Jack teve a sua primeira participação num programa dos Estados Unidos num episódio de Comedy Central Presents, onde apresentou o seu espetáculo de stand-up. Nos anos seguintes, participou em talk-shows como The Tonight Show, Conan, The Late Late Show e Last Call with Carson Daily.
Ainda em 2011, estreou Fresh Meat, uma série de comédia sobre um grupo de seis caloiros universitários que partilham uma casa. A série teve bastante sucesso e foram transmitidas quatro temporadas.
Em 2012, estreou a série de comédia Bad Education, que Jack escreveu, produziu e que protagoniza no papel do "pior professor que o sistema educativo britânico alguma vez teve e é mais infantil do que as crianças que ensina". A série conta ainda com Matthew Horne no papel de diretor; Sarah Solemani no papel da professora de Biologia, Miss Gulliver; e Michelle Gomez no papel de Miss Pickwell. Em 2015, Jack protagonizou o filme baseado na série sobre uma visita de estudo à Cornualha.
Em 2013, Jack criou e apresentou o seu próprio programa, Backchat, transmitido pela BBC Three e, na segunda temporada, pela BBC Two. O programa contou com o pai de Jack, Michael Whitehall como co-apresentador. Os dois voltaram a trabalhar juntos em 2017 na série Travels With My Father, transmitida pelo serviço de streaming Netflix. Na série, Jack e o seu pai viajam pelo sudeste asiático e participam em atividades típicas de jovens nas suas viagens de "gap year", para o descontentamento de Michael. Em 2018, estreou a segunda temporada da série, desta vez com uma viagem pela Europa de Leste.
Em 2016, Jack estreou-se no cinema norte-americano com um pequeno papel no filme Mother's Day. No ano seguinte, protagonizou as séries Decline and Fall da BBC One, onde contracenou com Eva Longoria e David Suchet; e Bounty Hunters.
Em 2018, interpretou o papel de Harlequin no filme da Disney, The Nutcracker and the Four Realms. No ano seguinte volta a trabalhar com o estúdio em Jungle Cruise, onde interpreta o primeiro homossexual assumido de sempre da Disney, facto que gerou alguma polémica por, na vida real, o ator ser heterossexual. Ainda em 2019, interpreta o papel de Newton Pulsifer na série Good Omens da Amazon Prime, uma adaptação do livro homónimo de Neil Gaiman e Terry Pratcthett.

## Filmografia

### Filmes
| Ano  | Título                             | Papel                |
| ---- | ---------------------------------- | -------------------- |
| 2013 | Frozen                             | Gothi, o padre troll |
| 2015 | The Bad Education Movie            | Alfie Wickers        |
| 2016 | Asterix e o Domínio dos Deuses     | Asterix              |
| 2016 | Mother's Day                       | Zack Zimm            |
| 2018 | The Nutcracker and the Four Realms | Harlequin            |
| 2021 | Jungle Cruise                      | McGregor             |

### Televisão
| Ano         | Título                 | Papel              |
| ----------- | ---------------------- | ------------------ |
| 2011 - 2016 | Fresh Meat             | JP                 |
| 2013 - 2014 | Bad Education          | Alfie Wickers      |
| 2013 - 2015 | Backchat               | Apresentador       |
| 2016        | Drunk History UK       | Sir Walter Raleigh |
| 2017        | Decline and Fall       | Paul Pennyfeather  |
| 2017        | Bounty Hunters         | Barnaby Walker     |
| 2017-2018   | Travels With My Father | Ele próprio        |
| 2019        | Good Omens             | Newton Pulsifer    |